# Drymalia
Drymalia (řecky Δρυμαλία) je řecká obecní jednotka na ostrově Naxos v Egejském moři v souostroví Kyklady. Do roku 2011 byla obcí. Nachází se ve východní hornaté části ostrova a na západě sousedí s obecní jednotkou Naxos. Je jednou ze dvou obecních jednotek na ostrově.

## Obyvatelstvo
Obecní jednotka Drymalia se skládá ze 11 komunit, z nichž největší jsou Aperathos a Filoti. V závorkách je uveden počet obyvatel.
- Obecní jednotka Drymalia (5204) o rozloze 92,573 km² — komunity: Aperathos (904), Damarionas (507), Danakos (68), Filoti (1487), Chalkio (543), Keramoti (58), Koronis (594), Koronos (647), Mesi (97), Moni (216), Skando (83).